# Lomné (Stropkov)
Lomné (bis 1927 slowakisch auch „Lomno“; ungarisch Lomna) ist eine Gemeinde im Nordosten der Slowakei mit 233 Einwohnern (Stand 31. Dezember 2024), die zum Okres Stropkov, einem Kreis des Prešovský kraj, gehört.

## Geographie

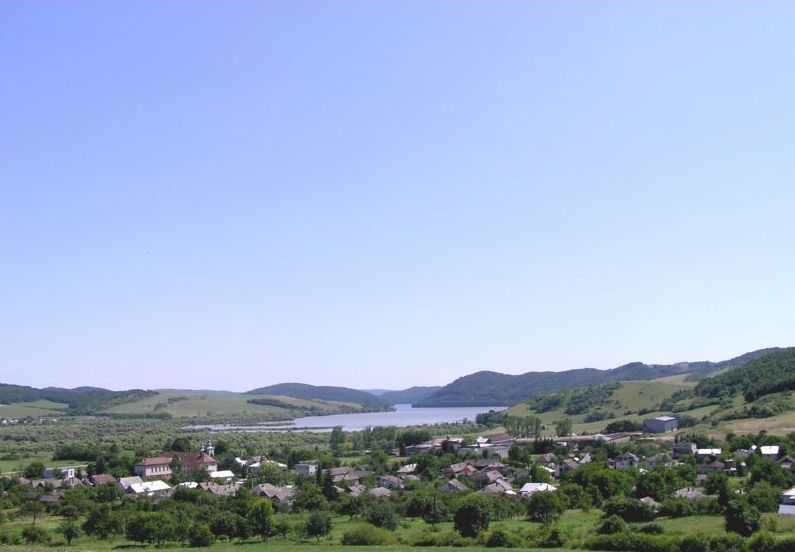
Lomné

Die Gemeinde befindet sich in den Niederen Beskiden im Bergland Ondavská vrchovina, am nordwestlichen Ufer des Stausees Veľká Domaša im Verlauf der Ondava sowie am Bach Lomnianka. Das Ortszentrum liegt auf einer Höhe von 170 m n.m. und ist 12 Kilometer von Stropkov entfernt.
Nachbargemeinden sind Nižná Olšava im Norden, Miňovce im Nordosten, Turany nad Ondavou im Osten und Südosten, Bžany im Süden, Ruská Voľa im Südwesten und Kručov im Westen und Nordwesten.

## Geschichte

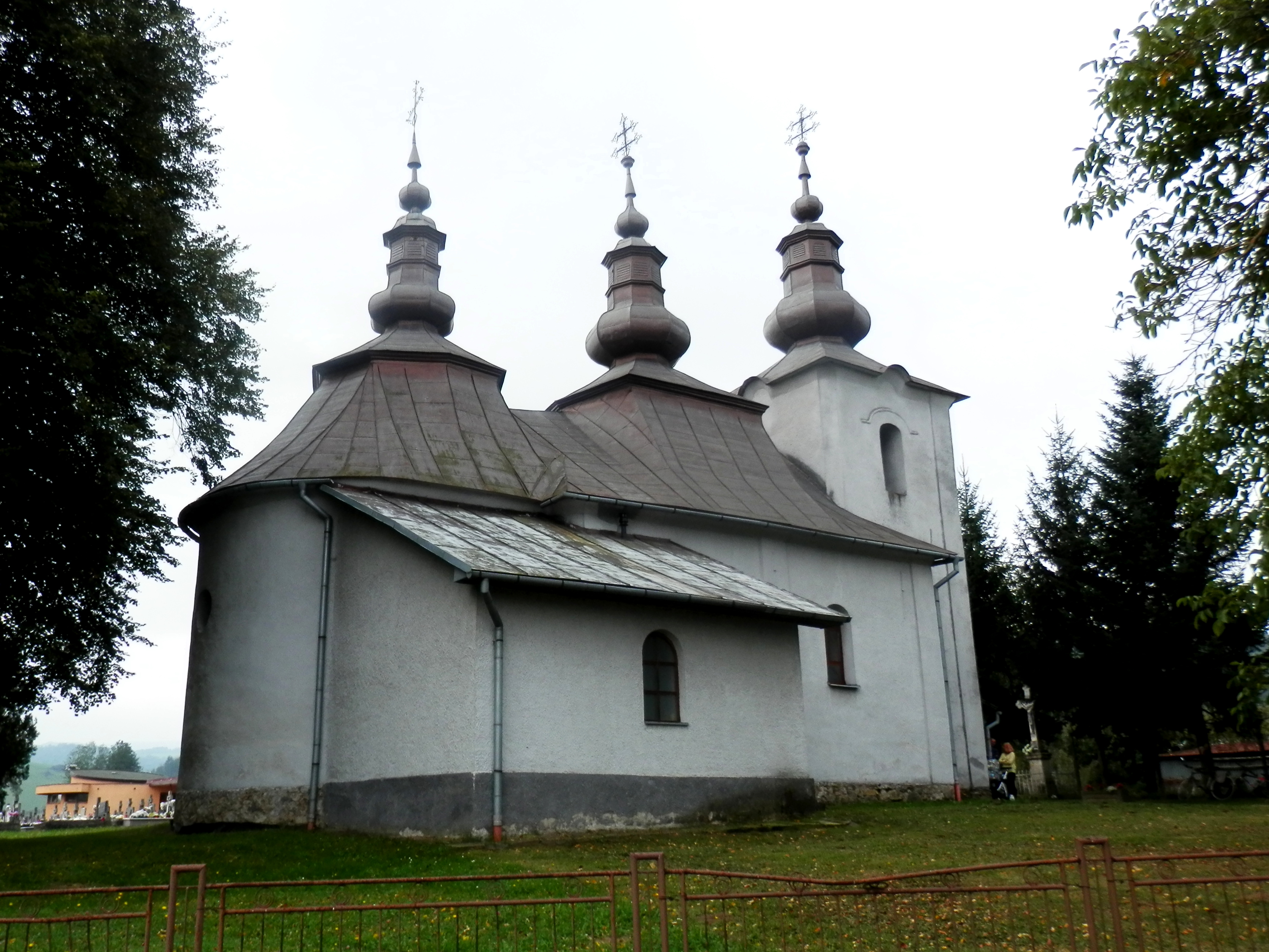
Kirche im Ort

Lomné wurde vor 1347 nach deutschem Recht gegründet, der erste Schultheiß hieß Peter. 1347 und 1357 wurde der Ort vom Gutsbesitzer Lorand überfallen und in Brand gesetzt. 1369 gehörte das damals als Lomná bezeichnete Dorf zur Herrschaft der Burg Čičava, später war es Besitz der Familien Barkóczy und Csáky. 
1715 gab es 16 verlassene und sechs bewohnte Haushalte. 1787 hatte die Ortschaft 38 Häuser und 271 Einwohner, 1828 zählte man 58 Häuser und 432 Einwohner, die als Hirten, Landwirte und Waldarbeiter tätig waren.
Bis 1918 gehörte der im Komitat Semplin liegende Ort zum Königreich Ungarn und kam danach zur Tschechoslowakei beziehungsweise heute Slowakei. Die Einwohner nahmen am Slowakischen Nationalaufstand teil. Nach dem Zweiten Weltkrieg wurde die örtliche Einheitliche landwirtschaftliche Genossenschaft (Abk. JRD) im Jahr 1958 gegründet, einige Bewohner pendelten zur Arbeit in Industriegebiete in Stropkov. 

## Bevölkerung
| Jahr                | 1994 | 2004     | 2014    | 2024    |
| ------------------- | ---- | -------- | ------- | ------- |
| Anzahl der Personen | 318  | 277      | 253     | 233     |
| Unterschied         |      | −12,89 % | −8,66 % | −7,90 % |

| Jahr                | 2023 | 2024    |
| ------------------- | ---- | ------- |
| Anzahl der Personen | 224  | 233     |
| Unterschied         |      | +4,01 % |

Nach der Volkszählung 2011 wohnten in Lomné 268 Einwohner, davon 220 Slowaken, 19 Russinen, vier Tschechen und zwei Russen. 23 Einwohner machten keine Angabe zur Ethnie.
157 Einwohner bekannten sich zur griechisch-katholischen Kirche, 40 Einwohner zur römisch-katholischen Kirche und 34 Einwohner zur orthodoxen Kirche. Vier Einwohner waren konfessionslos und bei 33 Einwohnern wurde die Konfession nicht ermittelt.

## Bauwerke und Denkmäler
- griechisch-katholische Erzengel-Michael-Kirche im Barockstil, gegen Mitte des 18. Jahrhunderts (nach einigen Quellen im Jahr 1753) erbaut[6]

## Verkehr
Nahe Lomné passieren die Cesta II. triedy 556 („Straße 2. Ordnung“) zwischen Giraltovce-Francovce und Turany nad Ondavou sowie die abzweigende Cesta III. triedy 3571 („Straße 3. Ordnung“) nach Bžany.